# Hans Wiesenmayer
Hans Wiesenmayer (numit și Ion Wiesenmayer sau Ioan Wiesenmayer; n. 17 decembrie 1924, Jimbolia, Timiș, România – d. 22 aprilie 2007, Immenstaad am Bodensee, Baden-Württemberg, Germania) a fost un atlet român de etnie germană.

## Carieră
El s-a născut în 1924 în Banat. A urmat cursurile liceului Banația din Timișoara. În perioada 1945-1947 a fost deportat la un lagăr de muncă în Uniunea Sovietică. Ulterior a studiat medicină  la facultate de la Timișoara.
Sportivul a fost legitimat la Electrica Timișoara (1948-1949), CS Dinamo București (1950-1958) și CS Progresul București (1959-1961). În urma legitimării sale la clubul sportiv „Dinamo București”, a primit gradul de căpitan în Ministerul Afacerilor Interne. Cariera sa sportivă a fost întreruptă după ce a fost exclus de la Dinamo din „cauza originii sale nesănătoase”. El a fost multiplu campion național și balcanic. A cucerit 42 de titluri naționale în probele de 100 m, 200 m, 400 m, 4x100 m, 4x400 m, săritură în lungime, săritură în înălțime, triplusalt, pentatlon și decatlon.
La Jocurile Mondiale Universitare de Vară de la Budapesta din 1954 a câștigat medalia de argint în proba de săritură în lungime, stabilind un nou record național cu o săritură de 7,33 de metri. În același an a participat la Campionatul European la Berna dar nu a reușit să se califice în finală. La Jocurile Sportive Internaționale Prietenești de la Moscova din 1957 a obținut medalia de argint în proba de 400 de metri, stabilind - cu 47,7 sec. — un nou record național.
În anul 1969, Hans Wiesenmayer a emigrat în Germania de Vest unde a lucrat ca medic. Din 2005 a fost cetățean de onoare al orașului Jimbolia. Și o sală de sport din Jimbolia a fost numită în cinstea lui.

## Palmares
| An   | Competiție                                   | Locație                    | Loc | Eveniment | Note   |
| ---- | -------------------------------------------- | -------------------------- | --- | --------- | ------ |
| 1954 | Jocurile Mondiale Universitare de Vară       | Budapesta, Ungaria         | 2   | lungime   | 7,33 m |
| 1954 | Campionatul European                         | Berna, Elveția             | –   | lungime   | FR     |
| 1956 | Jocurile Balcanice                           | Belgrad, Iugoslavia        | 2   | 100 m     | 10,7 s |
| 1956 | Jocurile Balcanice                           | Belgrad, Iugoslavia        | 1   | 200 m     | 21,8 s |
| 1956 | Jocurile Balcanice                           | Belgrad, Iugoslavia        | 2   | 4x100 m   | 41,9 s |
| 1956 | Jocurile Balcanice                           | Belgrad, Iugoslavia        | 1   | 4x400 m   | 3:13,8 |
| 1957 | Jocurile Sportive Internaționale Prietenești | Moscova, Uniunea Sovietică | 2   | 400 m     | 47,7 s |
| 1957 | Jocurile Balcanice                           | Atena, Grecia              | 1   | 400 m     | 48,8 s |
| 1957 | Jocurile Balcanice                           | Atena, Grecia              | 2   | 4x400 m   | 3:23,3 |

## Distincții
- Medalia Muncii (21 august 1954) „pentru merite deosebite pe tărîmul construcției de stat, economice, sociale și culturale, cu ocazia celei de a zecea aniversări a eliberării patriei noastre”[13]
- Medalia Muncii (9 mai 1958) „cu prilejul aniversării a 10 ani de la înființarea Clubului sportiv «Dinamo» și pentru rezultate deosebite obținute în dezvoltarea activității sportive”[7]
- Medalia „Meritul Sportiv” clasa I (29 decembrie 1967) „pentru merite deosebite în domeniul culturii fizice și sportului”[14]